# Почта Windows Live
Почта Windows Live (англ. Windows Live Mail, ранее имел название Windows Live Mail Desktop и кодовое имя Elroy) — более недоступный бесплатный почтовый клиент от Microsoft. Является преемником Почты Windows из Windows Vista, который был преемником Outlook Express в составе Windows XP. Он предназначен для работы под Windows 7, Windows Server 2008 R2, Windows 8 и Windows 8.1, а также совместим с Windows 10.

## История версий

### Версия 12 (Wave 2)
Первая версия Почты Windows Live была выпущена 6 ноября 2007 года. Нумерация версий Почты Windows Live начинается с 12, потому что это приложение является приемником Почты Windows, а не новым приложением. Почта Windows Live разработана той же командой, которая написала Почту Windows.
Почта Windows Live обладает всеми функциями Почты Windows. Он также добавляет следующие новые функции:
- Поддержка веб-учетных записей электронной почты, включая Hotmail, Gmail и Yahoo! Mail Plus.
- Отличный пользовательский интерфейс, который соответствует другим приложениям Windows Live «Wave 2».
- Синхронизация с контактами Windows Live.
- Поддержка RSS-каналов. Известные функции включают возможность прямого ответа по электронной почте автору элемента, который появляется в RSS-канале, и возможность агрегировать несколько каналов в одну папку. Для функции RSS требуется Internet Explorer 7 или новее.
- Многострочные списки сообщений.
- Смайлики могут использоваться в электронных письмах и других функциях.
- Проверка орфографии в режиме онлайн.
- Отдельные папки для входящих сообщений для разных учетных записей по протоколу POP.
- Поддержка отправки файлов изображений в сообщениях электронной почты с помощью функции электронной почты «Фото», которая загружает изображения в веб-службу и отправляет URL-адрес и эскизы по почте. Он также может выполнять базовую коррекцию фотографий и применять различные эффекты рамок к изображениям

### Версия 2009 (Wave 3)
Бета-версия Windows Live Mail была выпущена в сентябре 2008 года. Она оснащена новым пользовательским интерфейсом, который, как и другие бета-версии Windows Live «Wave 3», выпущенные в одно и то же время, не имеет значков на кнопках панели инструментов. Она также имеет новую функцию календаря. События календаря автоматически синхронизируются между Windows Live Mail и веб-календарем Windows Live. Это была последняя версия для Windows XP.
Версия 2009 по-прежнему содержит ту же проблему  с почтой, подписанной MIME, что и в Outlook Express.

### Версия 2011 (Wave 4)
Первая бета-версия стала доступна 24 июня 2010 года, включала спортивные ленты в пользовательском интерфейсе и панели календарей. Вторая бета-версия появилась с новым начальным экраном и другими незначительными обновлениями. Финальная версия Windows Live Mail 2011 была выпущена 30 сентября 2010 года вместе с пакетом Windows Live Essentials 2011. Для работы требуется Windows Vista или более поздняя Windows. Windows XP не поддерживается.

### Версия 2012 (Wave 5)
7 августа 2012 года Microsoft выпустила новую версию Windows Essentials 2012, которая включала Windows Live Mail 2012. Windows Vista больше не поддерживается. Требуется Windows 7, Windows Server 2008 R2 или более поздние версии Windows и Windows Server.

## Отличия от «Почты Windows»
Хоть Почта Windows Live и является преемником Почты Windows из Windows Vista, между ними есть множество отличий по функциональности, к ним относятся:
- Возможность просмотра и редактирования электронной почты по HTML-коду удалена из Windows Live Mail.
- Удалена настройка полей
- Сценарий для Windows Live Mail 2011 можно найти в Cloudeight Stationery
- Локально установленная справочная документация недоступна для Windows Live Mail
- Поддержка использования разных почтовых ящиков с отдельными папками (входящие, нежелательные и т. д.), добавленных в Windows Live Mail
- Поддержка DeltaSync, проприетарного протокола для доступа к учетным записям Windows Live Hotmail, была добавлена в Windows Live Mail
- Поддержка WebDAV (веб-учетные записи электронной почты) была добавлена в Windows Live Mail
- Возможность выполнять полнотекстовый поиск по индексу в Windows Live Mail, если установлен Windows Search.

## Замена
Microsoft объявила, что Outlook.com прекращает поддержку Windows Live Mail в течение 2016 года, отказавшись от поддержки протокола DeltaSync, и предлагает использовать приложение «почта», включенное в состав Windows 8 и более поздних Windows (доступно также в Microsoft Store) в качестве замены Windows Live Mail. Хоть поддержка DeltaSync и была прекращена по состоянию на 30 июня 2016 года,Windows Live Mail 2011 и 2012 продолжают работать с учетными записями электронной почты Hotmail, используя протокол IMAP (или менее эффективно — POP) вместо DeltaSync. Gmail и другие поставщики электронной почты по-прежнему поддерживают DeltaSync, поэтому пользователи могут использовать Windows Live Mail с учетными записями электронной почты, отличными от Microsoft.
Функциональность календаря Windows Live Mail также заменяется приложением «Календарь» (включено в состав Windows 10 и доступно в Microsoft Store). Прямой замены для функций RSS-ленты Windows Live Mail нет.
Поддержка Windows Essentials 2012, включая Windows Live Mail 2012, завершена 10 января 2017 года. Windows Essentials больше не доступен для загрузки с сайта Microsoft.